# АллатРа
Міжнародний громадський рух «АллатРа» (МГР «АллатРа») — організація, заснована в Україні, що подекуди розглядається як новітній релігійний рух та окультна секта. Позиціонує себе як громадська спілка, що діє поза політикою і поза релігією. У середовищі релігієзнавців розглядається як новий релігійний рух з ознаками синкретичного культу, панславізму, апокаліптизму, Нового мислення і нью-ейдж. Відома тим, що пропагує псевдонауку і теорії змови.
Критикується через проросійську позицію та маніпуляції з чужими текстами[⇨]. Водночас на території Росії її діяльність заборонена «через дискредитацію збройних сил РФ».

## Історія

### Формування та розвиток
Рух «АллатРа» було засновано в Києві донеччанами Галиною Яблочкіною і Ігорем Даниловим, лікарем. Формально рух «АллатРа» було зареєстровано в 2014 році, але початок його фактичної діяльності відносять до початку 2010-х років і пов'язують з заснуванням у 2011 році ГО «Лагода» і ТОВ «АллатРа» (засновник — Г. А. Яблочкіна), обома організаціями керував Андрій Володимирович Михальчук. Саме ці дві організації і стали фактичними співзасновниками руху «АллатРа».
Утворенню руху «АллатРа» передувало неофіційне об'єднання, що оформилося 2007 року, куди входили прихильники головного героя оповідань Галини Яблочкіної, які вона публікувала під псевдонімом Анастасія Нових. Основи вчення викладено в книзі «АллатРа», виданій у 2013 році.
У 2013 році у руху з'явилися джерела фінансування (ймовірно зовнішні), з чим пов'язується різке посилення рекламної діяльності з просування книг А. Нових.
Протягом 2016—2018 років «АллатРа» набирав нових прихильників у соціальних мережах та на поодиноких зборах-конференціях активістів у різних містах України. З другої половини 2019 року цей рух став використовувати рекламні біл-борди та пресу, розширюючи діяльність по Білорусі та Росії. Активніше став діяти ютюб-канал «АллатРА-ТВ». До діяльності «АллатРа» залучаються родичі високопосадовців українських правоохоронних і розвідувальних органів. У 2019 році «АллатРа» організовано телеміст в місті Атланта, штат Джорджія (США).
Наразі, організація є власником сайту антисцієнтичного руху (секти, як часто характеризується в ЗМІ) «Благотворче суспільство».

### Політичні переконання
На тлі російської збройної агресії проти України рух «АллатРа» неодноразово критикувався за проросійські погляди. На думку авторів публікації на сайті «Слово і діло» одним із лідерів руху був Олег Кулініч, голова СБУ в Автономній Республіці Крим, звинувачений у державній зраді України на користь Росії. Пізніше народний депутат та секретар Комітету Верховної Ради з питань національної безпеки, оборони та розвідки Роман Костенко в інтерв'ю Radio NV зазначив, що не має інформації щодо зв'язків Олега Кулініча з МГР «АллатРа».
Попри позиціювання як аполітичної організації, члени вважають персонажа, аналогічного Президенту РФ Володимиру Путіну спасителем, який об'єднає слов'ян, а згодом весь світ.

### Кримінальна підозра
8 серпня 2023 року генпрокуратура РФ ухвалила рішення про визнання небажаною діяльність МГР «АллатРа» на території їхньої країни, аргументуючи це тим, що «неурядовою організацією поширюється завідомо неправдива інформація, яка дискредитує Збройні сили Російської Федерації».
1 листопада 2023 видання Цензор, ТСН, УП, ЛІГА, РБК та Суспільне повідомили, що їх джерела у правоохороних органах повідомили про те, що СБУ і Нацполіція почали обшуки в учасників організації. УНН у своїй публікації заявили, що ці дані підтвердила в.о. департаменту комунікації Національної поліції України Олена Бережна.
2 листопада 2023 було випущено офіційний звіт СБУ. Там йшлося про обшуки та викриття організації, факти їхньої підривної діяльності на користь Росії і підготовку підозри за ККУ ч. 1, ч. 2 ст. 111 (державна зрада), ст. 255 (створення, керівництво злочинною спільнотою або злочинною організацією, а також участь у ній), ст. 436-1 (пропаганда комуністичного тоталітарного режиму), ст. 436-2 (виправдовування, визнання правомірною, заперечення збройної агресії РФ проти України, глорифікація її учасників).

## Діяльність
Рух «АллатРа» позиціює себе перш за все як об'єднання спеціалістів-волонтерів, які прагнуть застосувати свої якості на благо суспільства. «АллатРа» реалізує низку проєктів з популяризації духовного розвитку, розвитку творчості та формування дружнього психологічного клімату. Як основна практика, послідовникам рекомендована ранкова і вечірня медитація.
«АллатРа» видає книги, де поєднується художня історія з викладом міркувань Анастасії Нових щодо моральних, світоглядних, екологічних проблем сучасного суспільства, шляхів їх подолання, та роздумів на тему таємниць світобудови. Перелік найменувань книг руху (станом на 2021 рік) включає: «АллатРа», «Споконвічна Фізика „АллатРа“», «Сенсей. Споконвічний Шамбали» в 4 книгах, «Птахи і камінь. Споконвічний Шамбали», «Езоосмос. Споконвічний Шамбали», «Перехрестя. Споконвічний Шамбали» «Духовні практики і медитації», «Передбачення майбутнього і правда про минуле і сьогодення», «Свідомість та особистість. Від завідомо мертвого до вічно Живого», «Перехрестя», «Єдине зерно».
Основним джерелом ідеології руху є книга «АллатРа». Вона являє собою запис діалогу автора (Анастасії) зі співрозмовником на ім'я Рігден. Текст книги наповнений містичними і надприродними образами і одкровеннями про Бога, людину і устрій світу. У чотирьох книгах серії «Сенсей» розповідається про лікаря-вертеброневролога, який нібито вилікував Анастасію від раку. В книгах його називають «Сенсей» і описують як філософа і керівника секції східних єдиноборств. Книги «Езоосмос» і «птахи і камінь» і деякі інші містять численні паранаукові теорії, інтерпретації історичних подій і пророцтва.
Іноді вказується нібито центр діяльності «АллатРа» знаходиться в приміщенні на території Києво-Печерської Лаври, наданому в оренду монастирем Московського Патріархату.

### Видавницька діяльність
Перелік найменувань книг руху включає «АллатРа», «Исконная физика „АллатРа“», «Сэнсэй. Исконный Шамбалы» в 4 книгах, «Птицы и камень. Исконный Шамбалы», «Эзоосмос. Исконный Шамбалы», «Перекрестье. Исконный Шамбалы», «Духовные практики и медитации», «Предсказания будущего и правда о прошлом и настоящем» та інші.
Основним джерелом ідеології є книга «АллатРа». Вона є записом діалогу автора (Анастасії) зі співрозмовником на ім'я Рігден. Текст книги сповнений містичних і надприродних образів та одкровень про бога, людину й устрій світу.
У чотирьох книгах серії «Сенсей» розповідається про лікаря-вертеброневролога, який нібито вилікував Анастасію від раку. У книжках його іменують «Сенсей» і описують як філософа та керівника секції східних єдиноборств.
Книги «Эзоосмос» і «Птицы и камень» та деякі інші містять численні псевдонаукові теорії, інтерпретації історичних подій та пророцтва.

### Питання авторства
Костянтин Москалюк у статті «„Аллатра“ — новейшее эзотерическое движение по старым оккультным шаблонам» зазначає, що побічно на авторство саме Данилова, який ховається за псевдонімом «Анастасия Новых», вказують особливості його мовлення, що збігаються в книгах і у відеороликах; так, замість слова «про» він часто використовує «за». Крім того, на сайті «ЛитМир» Ігор Михайлович Данилов зазначений як автор книжки «Остеохондроз для профессионального пациента» і як перекладач майже 30 книжок, у тому числі в жанрі детектива, фентезі, епічної фантастики та пригод, наприклад, «Реликвии тамплиеров» та «Седьмое таинство»; якщо це не повний тезка, то дана бібліографія відповідає тематиці інтересів «АллатРи».
Згідно із інформаційною системою УКРНОІВІ, авторські права на книги «Сэнсэй. Исконный Шамбалы», «Сэнсэй — II. Исконный Шамбалы», «Сэнсэй-III. Исконный Шамбалы», «Птицы и камень. Исконный Шамбалы», «Перекрестье. Исконный Шамбалы» належать Яблочкіній Галині Олексанрдівні, окрім книг Галина також є автором картин.
Іншим можливим автором називається Марина Цвігун (Марія Деві Христос).

## Вчення
Вчення включає елементи близькосхідної міфології, зороастризму, гностицизму, теософії, Агні-йоги. Як бодхісатва і пророки шануються Будда Ґаутама, Ісус Христос, Мухаммед і православний святий Агапіт Печерський.
Вчення має дуалістичний характер. Бог-Абсолют АллатРа має божественний жіночий початок Аллат і чоловічий батьківський Ра.
Згідно цього вчення, матеріальні тіла мають диявольське походження. В людях присутній духовний початок, у більшості він спить, а домінує тваринний розум. У духовному початку всі люди єдині. Саме матеріальний розум роз'єднує людство на народи, держави і релігії. Підкреслюється, що об'єднання світу на єдиній духовній основі почнеться з об'єднання слов'янських народів, і глава Росії зіграє важливу роль в майбутній битві добра і зла. Як зазначає І. М. Попов, в текстах книг за авторством Анастасії Нових чітко простежується вплив ідей Білого братства Юсмалос.

## Організаційна структура
Рух представлено в Україні, Росії, в ряді країн Європи (переважно зі слов'янським населенням) і США.
Рух має ієрархію слабкої вираженості. Основною організацією є зареєстрована в Україні Громадська Спілка «Міжнародний громадський рух „АллатРа“» (МОД «АллатРа») — мережа з фізичних та юридичних осіб (членство фізичних осіб формально відсутнє, членство приватних підприємців, комерційних та некомерційних організацій підтверджується на основі Глобальної партнерської угоди. Сенс партнерської угоди декларується як громадська ініціатива і фундамент для практичної реалізації моделі духовно-творчого суспільства. Послідовники стверджують, що через цю Угоду в трудовій сфері життєдіяльності соціуму встановиться якісно новий формат взаємин між людьми, який будується на загальнолюдських духовно-моральних 7 основах АллатРа.
Питаннями розвитку, особливо міжнародного, уповноважений займатися Координаційний центр під керівництвом Христини Ковалевської.
У Росії рух існує переважно у вигляді інтернет-спільнот і груп читачів книг А. Нових. Крім того, в 2013 році для торгівлі ними було зареєстровано ТОВ «АллатРа Русь» (в електронному вигляді всі книги поширюються безплатно).

## Критика
Інтернет-портал «Православная жизнь» Української православної церкви Московського Патріархату відгукнувся 2015 року, що «Рух „АллатРа“ — чудовий наочний приклад того, як можна, використовуючи культ літературного героя, створити реальний релігійний деструктивний культ», і що цей рух «переінакшує історичні події, викладені в „Повісті врем'яних літ“ та в Києво-Печерському патерику, створює свої „житія“ святих, вказуючи вигадані, ганебні факти».
1 квітня 2016 року українське видання «Дзеркало тижня» на шпальтах своєї паперової версії опублікувало статтю, в якій Ольга Левашвілі припустила, що до діяльності «АллатРа» має стосунок Марія Цвігун, або Марія Деві Христос, засновниця культу початку 1990-х років «Біле братство». Її співрозмовники називають «АллатРа» екстремістською інтернет-сектою. У матеріалі також згадується підтримка Марії Цвігун з боку керівника «ДНР» Олександра Захарченка. В матеріалі від 2 липня видання також писало, що у книжці «Перехрестя. Споконвічний Шамбали» біографія персонажа Номо збігається з біографічними даними Володимира Путіна, і в позитивному образі (як засновник ордена, що приведе цивілізацію до процвітання) подається Гліб Бокій — чекіст, один з організаторів ГУЛАГу; «АллатРа» з рекламною метою порівнює Ігоря Данилова з Агапітом Печерським. Вказувалося, що це не перший випадок, коли для просування релігійних і політичних ідей використовується художня книга, як було, наприклад з «Дзвінкими кедрами Росії».
Науковий журналіст, популяризатор науки Олег Фея оцінював у 2016 році діяльність руху як лженаукову. Для міжнародного культурного порталу «Експеримент» він відгукнувся, що спроби «АллатРи» просувати власні погляди на влаштування світу мають всі ознаки лженауки: «Це і посягання на фундаментальні знання, і також відсутність експериментів і анонімність».
За результатами релігієзнавчої експертизи, виконаної в 2019 році Інститутом судової експертизи міста Алмати (Казахстан), принаймні в книзі «АллатРа» відсутня релігійна складова (віра в надприродні сили, релігійний культ тощо) і вчення руху є синтезом історико-філософських, етнографічних, міфологічних поглядів Стародавнього світу, філософії символізму та синергетики, психології, езотерики, психосенсорики, давньоіндійських практик осягнення світу й медитації, ідей реінкарнації душі та авторських інтерпретацій таких понять, як «особистість», «тваринне й духовне начало». В книзі немає прямих закликів до насильства чи ворожнечі, образу ворога чи надання негативних характеристик якій-небудь релігії чи її представникам.
На думку українського біофізика Семена Єсилевського, «АллатРа» не є релігійним рухом, адже не має чіткої центральної ідеї, але є культом. «Цікавим є те, що такі культи в принципі не можуть об'єднувати людей ідеєю, тому що в них немає ніякої виразної ідеї. Послідовники об'єднуються або на основі довіри до авторитету гуру, або на основі якоїсь гранично розпливчатої спільної мети типу „миру в усьому світі“ (як в аллатрі) або „настання нової ери людства“ (як в нью ейдж)».
У 2016 році 24 Канал випустив розслідування, де повідомлялося про те, що логотип руху намагаються «забити в пам'ять», для того, щоби його діяльність сприймалася як нормальна, а значить прийнятна. Також були показані випадки спроб маніпулювання дітьми:
- В Борисполі міська влада в урядових приміщеннях роздавала літературу вчителям, а у школах — дітям;
- В школі Умані Черкаської області також був випадок розповсюдження літератури дітям;
- В місті Долина Івано-Франківської області була зафіксована наявність плакатів «АллатРи», а також роздачі розмальовок;
- В селі Проліски за 20 км від Києва в актовій залі місцевої школи дітей годину вчили ідеології «АллатРи» замість шкільних предметів. Директор Київської асоціації психотерапії зазначив, що під час лекції використовувалися психологічні маніпуляції. Директор школи пояснила це як «нетрадиційну форму навчання»[50].

В позитивному ключі про рух «АллатРа» відгукувався вінницький «33 канал» у 2020 році, а саме про волонтерське інтернет-телебачення «АллатРа ТБ» як таке, що «спрямоване на позитивний розвиток суспільства і популяризацію культурно-моральних цінностей».
Згідно з матеріалами журналістів телепрограми «Гроші» 2021 року, «АллатРа» пропагувала «русский мир» до початку війни на Донбасі та об'єднання слов'ян, а після нього — об'єднання світу завдяки Володимиру Путіну.[⇨]
Увагу громадськості до «АллатРа» 2021 року також привернув сатиричний дайджест новин Майкла Щура, де було висміяно трюки та відеомонтаж у відео «АллатРа», де прихильники руху нібито рухають пляшку силою думки чи мають «інопланетні» очі.
Суспільно аналітичне видання «Говори!» в березні 2021 року відзначило, що «АллатРа» нав'язує своє вчення у школах, зокрема київських, під виглядом «Уроків доброти» та відео для дітей. «В ідеальному „благотворчому суспільстві“ учні не повинні отримувати наукові знання — їх заміняють пустопорожні гасла і примітивні мультики про „Аллатрушку“» — вказувалося в статті.
Аналітична платформа «Вокс Україна» в травні 2021 поділяла думку про рух «АллатРа» як рупор російської пропаганди: «В основі вчення Аллатри магічно-релігійна шизотерика про все хороше проти всього поганого і царя-Номо, який при глибшому дослідженні виявляється Володимиром Путіним (спроба використати давній російських архетип про повернення хорошого монарха, який принесе справедливість)».
При тому ж деякі російські видання називають рух «АллатРа» антиросійським і приписують йому фінансування від української РНБО та західних спецслужб, або наголошують на його утворенні в Україні. У російському виданні «Прецедент» у вересні 2021 року було опубліковано інтерв'ю жителя Новосибірська, де той розповідав як участь його дружини та тещі в русі «АллатРа» призвела до розлучення.

### Наукова
- Альбаева И. И., Кашуба И. А., Павлова Н. А. Особенности проектной деятельности международного волонтерского Интернет-ТВ // Инновационный потенциал молодежи: культура, духовность и нравственность : матер. Междунар. молодежной науч.-исслед. конф. (Екатеринбург, 2—6 декабря 2019 г.). — Екатеринбург : Изд-во Урал. ун-та, 2019. — С. 50—54. — ISBN 978-5-7996-2941-0.
- Грива О. А. О незаконной миссионерской деятельности новых религиозных движений (на примере МОД «АллатРа») // Религия. Общество. Человек : сб. матер. науч. чтений 17—18 октября 2019 г. — Симферополь : ИТ «Ариал», 2019. — С. 36—47. Архівовано з джерела 14 травня 2021. Процитовано 15 травня 2021.

- Москалюк К. О. «Аллатра» — новітній езотеричний рух за старими окультними шаблонами: [укр.] // Труди Київської Духовної Академії. — 2016. — № 16. — С. 225—231.

- Нырков М. Ю. Новое религиозное движение «АллатРа»: общее описание и типология // Научное сообщество студентов XXI столетия. Общественные науки: сб. ст. по мат. LXVIII междунар. студ. науч.-практ. конф. — Новосибирск : СибАК, 2018. — № 8(67). Архівовано з джерела 15 травня 2021. Процитовано 15 травня 2021.
- Попов И. Н. Новые западные религии //  — 2016. Архівовано з джерела 22 березня 2020

### Першоджерела
- Новых А.  — К. : Аллатра, 2013. — 880 с. — ISBN 978-966-2690-07-1. Архівовано з джерела 6 жовтня 2021
- Новых А. Сэнсэй IV. Исконный Шамбалы. — К. : Аллатра, 2008. — ISBN 978-966-96863-5-0.
- Новых А. Духовные практики и медитации. — К. : Аллатра, 2015. — ISBN 978-966-2263-0-3.